# Leander, Texas
Leander är en stad (city) i Williamson County i Texas med en del i Travis County. Orten har fått sitt namn efter järnvägstjänstemannen Leander "Catfish" Brown. Vid 2010 års folkräkning hade Leander 26 521 invånare.